# Передний Хатын
Передний Хатын — озеро (ильмень) в Лиманском районе Астраханской области. Относится к дельте Волги. Озеро расположено к юго-западу от села Караванное. Берега заболочены. Площадь поверхности — 2,47 км².
Код водного объекта — 11010002511112100002612.

## Название
Название ильменя является частичным переводом калм. Өмнк Хотн (калм. Өмнк — передний; находящийся впереди; южный; прежний и калм. Хотн — хотон; село; деревня).